# Albinia Jones

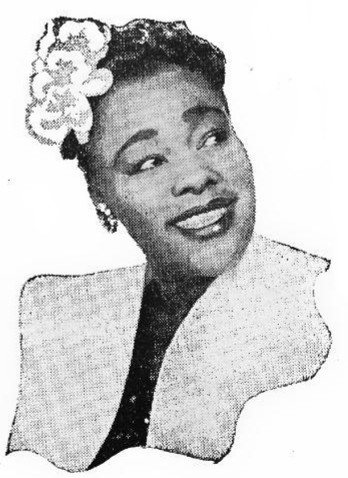
Albinia Jones (Werbebild in einem Magazin, etwa 1945)

Albinia Jones (Geburtsname Albennie Jones, * 29. November 1914 in Gulfport, Mississippi; † 24. Juni 1989 in New York City) war eine US-amerikanische Blues-, Rhythm-and-Blues- und Jazz-Sängerin der 1940er Jahre.

## Leben und Wirken
Jones sang in ihrer Jugend im Chor der Mt. Holy Baptists Church in Gulfport. Sie kam 1932 nach New York und hatte in Elk's Rendez-vous Club ihr erstes professionelles Engagement; durch den großen Erfolg blieb sie dort neun Monate. Später sang sie auch in den Nachtclubs Club Harlem, im Village Vanguard und dem Murrains Cafe. Ende der 1930er Jahre entstanden erste Aufnahmen; Anfang der 1940er Jahre arbeitete sie mit Jazzmusikern wie Lester Young und Dizzy Gillespie, dessen Kompositionen sie sang. Ende 1944 nahm sie vier Titel, unter anderem „Albinia's Blues“, einen ihrer bekanntesten Songs, für das Label National auf, bei denen sie u. a. von Frankie Newton, Leonard Ware und Edmond Hall begleitet wurde. 1945 entstanden vier weitere Aufnahmen, die sie mit der Swing Seven von Don Byas einspielte, zu denen u. a. Gillespie, Ware, Gene Sedric, Sammy Price und Harold Doc West gehörten („Evil Gal Blues, “„Salty Papa Blues“). 1952, kurz nachdem ihr Hit „Cool Papa Tall“ erschien und Jones, von ihrem Ehemann geschieden, Mutter eines einjährigen Sohns namens Alvin war, brach Jones bei einem Auftritt zusammen und war danach teilweise gelähmt. Diese Lähmung bestand auch, trotz zahlreicher Arztbesuche, nach Jahren fort. Bei einer Spendenaktion im „Baby Grand Cafe“ in Harlem, wo sie oft auftrat, wurden 1954 300 Dollar für Jones gespendet.

## Diskographische Hinweise
- The Complete Recorded Works of Albinia Jones 1938-1949